# Regional Preferente de Navarra 1985-86
La temporada 1985-86 de Regional Preferente de Navarra era el quinto nivel de las Ligas de fútbol de España para los clubes de Navarra y La Rioja, por debajo de la Tercera División de España.

## Sistema de competición
Los 20 equipos en un único grupo, que se enfrentan a doble vuelta, una vez en casa y otra en el campo del equipo rival, todos contra todos.
Debido a la reestructuración de la Tercera División, en esta temporada hubo hasta siete plazas de ascenso directo, para los siete mejores clasificados, y no hubo descensos a Primera Regional de Navarra.

## Clasificación[1]
| Pos. | Equipo                   | Pts. | PJ | G  | E  | P  | GF  | GC | Dif. |                   |
| ---- | ------------------------ | ---- | -- | -- | -- | -- | --- | -- | ---- | ----------------- |
| 1    | C. D. Alfaro (C, A)      | 61   | 38 | 27 | 7  | 4  | 92  | 36 | +56  | Ascenso a Tercera |
| 2    | C. D. Iruña (A)          | 55   | 38 | 22 | 11 | 5  | 78  | 47 | +31  | Ascenso a Tercera |
| 3    | C. D. Urroztarra (A)     | 54   | 38 | 25 | 4  | 9  | 102 | 62 | +40  | Ascenso a Tercera |
| 4    | U. C. D. Burladés (A)    | 51   | 38 | 23 | 5  | 10 | 70  | 40 | +30  | Ascenso a Tercera |
| 5    | A. D. San Juan (A)       | 51   | 38 | 22 | 7  | 9  | 82  | 39 | +43  | Ascenso a Tercera |
| 6    | C. D. Valle de Egüés (A) | 51   | 38 | 21 | 9  | 8  | 86  | 48 | +38  | Ascenso a Tercera |
| 7    | U. D. C. Chantrea (A)    | 49   | 38 | 22 | 5  | 11 | 82  | 44 | +38  | Ascenso a Tercera |
| 8    | C. D. Beti Onak          | 47   | 38 | 18 | 11 | 9  | 78  | 66 | +12  |                   |
| 9    | C. Haro Deportivo        | 39   | 38 | 16 | 7  | 15 | 56  | 56 | 0    |                   |
| 10   | U. D. C. Rochapea        | 39   | 38 | 15 | 9  | 14 | 64  | 70 | −6   |                   |
| 11   | C. D. Ablitense          | 33   | 38 | 13 | 7  | 18 | 48  | 72 | −24  |                   |
| 12   | C. D. Sangüesa           | 33   | 38 | 12 | 9  | 17 | 60  | 65 | −5   |                   |
| 13   | Murchante F. C.          | 30   | 38 | 12 | 6  | 20 | 52  | 72 | −20  |                   |
| 14   | C. At. River Ebro        | 26   | 38 | 12 | 2  | 24 | 52  | 81 | −29  |                   |
| 15   | C. D. Aldeano            | 26   | 38 | 9  | 8  | 21 | 57  | 75 | −18  |                   |
| 16   | Yagüe C. F.              | 25   | 38 | 9  | 7  | 22 | 49  | 80 | −31  |                   |
| 17   | C. D. Zarramonza         | 25   | 38 | 8  | 9  | 21 | 51  | 81 | −30  |                   |
| 18   | C. D. Baztán             | 25   | 38 | 7  | 11 | 20 | 27  | 59 | −32  |                   |
| 19   | C. D. La Peña            | 24   | 38 | 10 | 4  | 24 | 45  | 82 | −37  |                   |
| 20   | C. C. D. Alberite        | 16   | 38 | 4  | 8  | 26 | 42  | 98 | −56  |                   |

 Fuente: www.futbol-regional.es